# (2208) Pouchkine
(2208) Pouchkine, désignation internationale (2208) Pushkin, est un astéroïde de la ceinture principale.

## Description
(2208) Pouchkine est un astéroïde de la ceinture principale. Il fut découvert le 22 août 1977 à Naoutchnyï par Nikolaï Tchernykh. Il porte le nom de Alexandre Pouchkine. Il présente une orbite caractérisée par un demi-grand axe de 3,50 UA, une excentricité de 0,03 et une inclinaison de 5,4° par rapport à l'écliptique.

## Compléments